# Tommy Finney
Thomas Finney (Belfast, 1952. november 6.  – ) északír válogatott labdarúgó.

## Pályafutása

### Klubcsapatban
Belfastban született. Pályafutását a Distillery Belfast csapatában kezdte. 1971 és 1973 között a Crusadersben játszott, melynek tagjaként 1973-ban északír bajnoki címet szerzett. Még ebben az évben Angliába szerződött a Luton Town együtteséhez, ahol egy évet töltött. 1974 és 1976 között a Sunderland volt a csapata. 1976-tól 1984-ig a Cambridge United játékosa volt. 1984-ben a Brentfordban szerepelt és visszatért a Cambridge Unitedhez, ahol 1986-ig játszott.

### A válogatottban
1974 és 1982 között 15 alkalommal szerepelt az északír válogatottban és 3 gólt szerzett. Részt vett az 1982-es világbajnokságon, de nem lépett pályára egyetlen mérkőzésen sem.

## Sikerei, díjai
Crusaders FC
- Északír bajnok (1): 1972–73